# Крістін Нордхаген
Крістін Нордхаген (англ. Christine Nordhagen; нар. 26 червня 1971, Валгала-Сентр, Альберта) — канадська борчиня вільного стилю, шестиразова чемпіонка, срібна та бронзова призерка чемпіонатів світу, дворазова Панамериканська чемпіонка, дворазова срібна призерка Кубків світу, учасниця Олімпійських ігор.

## Життєпис
Боротьбою почала займатися з 1991 року.
Виступала за борцівський клуб Університету Калгарі. Тренер — Лей Вірлінг, чемпіон Канади з вільної боротьби, з яким Нордхаген була одружена.

## Спортивні результати на міжнародних змаганнях

### Виступи на Олімпіадах
| Змагання                    | Збірна | Вагова категорія          | Місце |
| --------------------------- | ------ | ------------------------- | ----- |
| Літні Олімпійські ігри 2004 | Канада | жіноча боротьба, до 72 кг | 5     |

### Виступи на Чемпіонатах світу
| Змагання                        | Збірна | Вагова категорія          | Місце  |
| ------------------------------- | ------ | ------------------------- | ------ |
| Чемпіонат світу з боротьби 1993 | Канада | жіноча боротьба, до 70 кг | Срібло |
| Чемпіонат світу з боротьби 1994 | Канада | жіноча боротьба, до 70 кг | Золото |
| Чемпіонат світу з боротьби 1995 | Канада | жіноча боротьба, до 70 кг | 4      |
| Чемпіонат світу з боротьби 1996 | Канада | жіноча боротьба, до 70 кг | Золото |
| Чемпіонат світу з боротьби 1997 | Канада | жіноча боротьба, до 68 кг | Золото |
| Чемпіонат світу з боротьби 1998 | Канада | жіноча боротьба, до 68 кг | Золото |
| Чемпіонат світу з боротьби 1999 | Канада | жіноча боротьба, до 75 кг | Бронза |
| Чемпіонат світу з боротьби 2000 | Канада | жіноча боротьба, до 75 кг | Золото |
| Чемпіонат світу з боротьби 2001 | Канада | жіноча боротьба, до 68 кг | Золото |

### Виступи на Панамериканських чемпіонатах
| Змагання                                   | Збірна | Вагова категорія          | Місце  |
| ------------------------------------------ | ------ | ------------------------- | ------ |
| Панамериканський чемпіонат з боротьби 1997 | Канада | жіноча боротьба, до 68 кг | Золото |
| Панамериканський чемпіонат з боротьби 1998 | Канада | жіноча боротьба, до 75 кг | Золото |

### Виступи на Кубках світу
| Змагання                    | Збірна | Вагова категорія          | Місце  |
| --------------------------- | ------ | ------------------------- | ------ |
| Кубок світу з боротьби 2003 | Канада | жіноча боротьба, до 72 кг | Срібло |
| Кубок світу з боротьби 2004 | Канада | жіноча боротьба, до 67 кг | Срібло |

### Виступи на інших змаганнях
| Змагання                                                    | Збірна | Вагова категорія          | Місце  |
| ----------------------------------------------------------- | ------ | ------------------------- | ------ |
| Austrian Ladies Open 2000                                   | Канада | жіноча боротьба, до 75 кг | Золото |
| Manitoba Open 2003                                          | Канада | жіноча боротьба, до 72 кг | Золото |
| Міжнародний меморіал Дейва Шульца 2003                      | Канада | жіноча боротьба, до 72 кг | 4      |
| Гран-прі Німеччини з боротьби 2003                          | Канада | жіноча боротьба, до 72 кг | Золото |
| Тестовий турнір FILA 2004                                   | Канада | жіноча боротьба, до 72 кг | 8      |
| Олімпійський кваліфікаційний турнір з боротьби 2004 (Туніс) | Канада | жіноча боротьба, до 72 кг | Золото |
| Klippan Lady Open 2004                                      | Канада | жіноча боротьба, до 72 кг | Золото |
| Austrian Ladies Open 2004                                   | Канада | жіноча боротьба, до 72 кг | Золото |